# Stenocereus
Genre
Classification APG II (2003)
Synonymes
- Hertrichocereus Backeb.
- Isolatocereus Backeb.
- Isolatocereus (Backeb.) Backeb.
- Machaerocereus Britton & Rose
- Marshallocereus Backeb.
- Neolemaireocereus Backeb.
- Rathbunia Britton & Rose
- Ritterocereus Backeb.

Stenocereus est un genre de plante à fleurs de la famille des Cactaceae. Ce sont des cactus columnaires.
Les espèces sont originaires du Mexique, de l'Arizona aux États-Unis, du Costa Rica et du Venezuela.

## Liste d'espèces
Selon NCBI (27 mai 2011) :
- Stenocereus alamosensis
- Stenocereus aragonii
- Stenocereus beneckei
- Stenocereus chacalapensis
- Stenocereus chrysocarpus
- Stenocereus eichlamii
- Stenocereus eruca
- Stenocereus fricii
- Stenocereus griseus
- Stenocereus gummosus
- Stenocereus kerberi
- Stenocereus martinezii
- Stenocereus montanus
- Stenocereus peruvianus
- Stenocereus pruinosus
- Stenocereus queretaroensis
- Stenocereus standleyi
- Stenocereus stellatus
- Stenocereus thurberi
- Stenocereus treleasei